# 神門穴
神門穴（しんもんけつ）は、手の少陰心経に所属する7番目の経穴である。同経の兪土穴、原穴である。

## 部位
手関節掌側横紋の尺側、豆状骨の上際で尺側手根屈筋腱の橈側に取穴する

## 名前の由来
神は心神を蔵す、心は神明を主るなどの、精神、思惟活動の神を指し、門は神気の出入り口から名づけられた。

## 効能
心痛、心煩、恍惚、健忘不眠、驚き心悸亢進、痴呆で悲しみ泣く、鬱病で精神錯乱、目黄脇痛、掌の熱、喀血、吐血、大便膿血、頭痛眩暈、喉が渇くが食欲がない、声がでない、気が上逆し喘息にも使われる。局所治療穴として尺骨神経障害の治療にも使われる。ぜんそく、禁煙　　　　　